# Google Image Labeler
Google Image Labeler – dwuosobowa gra internetowa, której celem jest jak najszybsze przypisanie etykiet do zdjęcia. Jest to jedyna oficjalna gra Google. Dane wprowadzone przez graczy w czasie grania wspomagają wyszukiwarkę grafik Google.
We wrześniu 2011 firma Google Inc. zdecydowała o zamknięciu części ze stworzonych przez tę firmę serwisów, w tym gry Google Image Labeler. Gra Google Image Labeler została oficjalnie wyłączona 16 września 2011 roku.